# 齐云山镇
齐云山镇，是中华人民共和国安徽省黄山市休宁县下辖的一个乡镇级行政单位。

## 行政区划
齐云山镇下辖以下地区：
岩前村、岩脚村、东亭村、兰渡村、环居村、典口村和龙源村。

## 文物保护单位
齐云山镇拥有全国重点文物保护单位2处：
- 齐云山石刻（6-825）
- 休宁登封桥（8-0316-3-119）